# Alliopsis pseudosilvestris
Alliopsis pseudosilvestris este o specie de muște din genul Alliopsis, familia Anthomyiidae, descrisă de Griffiths în anul 1987. Conform Catalogue of Life specia Alliopsis pseudosilvestris nu are subspecii cunoscute.